# Spodnja Slivnica
Spodnja Slivnica este o localitate din comuna Grosuplje, Slovenia, cu o populație de 462 de locuitori.